# Jasieniec (gemeente)
De gemeente Jasieniec is een landgemeente in het Poolse woiwodschap Mazovië, in powiat Grójecki.
De zetel van de gemeente is in Jasieniec.
Op 30 juni 2004 telde de gemeente 5353 inwoners.

## Oppervlakte gegevens
In 2002 bedroeg de totale oppervlakte van gemeente Jasieniec 107,83 km², waarvan:
- agrarisch gebied: 80%
- bossen: 15%

De gemeente beslaat 7,8% van de totale oppervlakte van de powiat.

## Demografie
Stand op 30 juni 2004:
| Omschrijving                   | Totaal | Totaal | Vrouwen | Vrouwen | Mannen | Mannen |
| ------------------------------ | ------ | ------ | ------- | ------- | ------ | ------ |
| eenheid                        | aantal | %      | aantal  | %       | aantal | %      |
| inwoners                       | 5353   | 100    | 2653    | 49,6    | 2700   | 50,4   |
| bevolkingsdichtheid (inw./km²) | 49,6   | 49,6   | 24,6    | 24,6    | 25     | 25     |

In 2002 bedroeg het gemiddelde inkomen per inwoner 1396,55 zł.

## Administratieve plaatsen (sołectwo)
Alfonsowo, Boglewice, Bronisławów, Czachów, Franciszków, Gniejewice, Gołębiów, Gośniewice, Ignaców, Jasieniec, Koziegłowy, Kurczowa Wieś, Leżne, Łychowska Wola, Łychów, Miedzechów, Nowy Miedzechów, Olszany, Orzechowo, Osiny, Przydróżek, Ryszki, Rytomoczydła, Stefanków, Turowice, Turowice-Kolonia, Tworki, Warpęsy, Wierzchowina, Wola Boglewska, Zbrosza Duża.

## Aangrenzende gemeenten
Belsk Duży, Chynów, Goszczyn, Grójec, Promna, Warka